# 二硝基四氯乙烷
二硝基四氯乙烷是一种氯化硝基烷烃，由四氯乙烯与四氧化二氮或发烟硝酸硝化而成。它是一种强效的催泪剂和肺剂，毒性是氯化苦的六倍。四氯二硝基乙烷可用作熏蒸剂。